# پاقلعه (مهدی‌شهر)
پاقلعه یکی از روستاهای شهرستان مهدی‌شهر در استان سمنان است. بر پایه سرشماری سال ۱۳۸۵، جمعیت این روستا ۱۲۶ نفر (۳۲ خانوار) و در سال ۱۳۷۵، ۴۲ نفر (۱۰ خانوار) بوده است.